# Michael F. Feldkamp
Michael F. Feldkamp (Kiel, 23 de abril de 1962) es un historiador alemán y trabaja como escritor fantasma.

## Vida
Feldkamp estudió bachillerato hasta 1982 en el Gymnasium Carolinum en Osnabrück y luego estudió en la Universidad Rhineland Friedrich-Wilhelms de Bonn historia, teología católica, pedagogía y filosofía. En 1985/86 estudió durante un año académico Historia de la Iglesia en la Pontificia Universidad Gregoriana en Roma con prioridad en diplomacia y paleografía junto a Paulius Rabikauskas.
En Bonn hizo su primer examen de estado para profesorado. En 1986 y de 1990-1991 Feldkamp fue becado en el “Deutsches Historisches Institut” en Roma. En 1992 hizo su tesis como Dr. phil. en Bonn bajo la dirección de Raymund Kottje.
A principios de 1993 se encargó como colaborador científico en el archivo del Deutscher Bundestag del desarrollo de la edición “Der Parlamentarische Rat 1948-1949. Akten und Protokolle.“ En 1996/97 Feldkamp trabajó en el „Instituto de historia contemporánea“ (Múnich), cual publicó en el ministerio de relaciones exteriores la obra „Akten zur Auswärtigen Politik der Bundesrepublik Deutschland“. Desde el año 2000 Feldkamp trabaja como encargado de la edición „Datenhandbuch zur Geschichte des Deutschen Bundestages“. Ahora sigue trabajando como publicista y vive en Berlín.

Michael F. Feldkamp, Berlin

Feldkamp publicó sobre la historia del obispado de Osnabrück, así como sobre la historia de la diplomacia pontificia y la historia sobre ciencia y Universidad. Se hizo conocido con sus aportes sobre la relación de la iglesia católica con el nacional-socialismo. Su obra con el título “Pío XII y Alemania” tenía como meta despertar el interés de un círculo de lectores más grande por el complejo nivel de investigaciones de las acusaciones habituales o escrituras apologéticas sobre este tema. Con su libro sobre “Goldhagens unwillige Kirche” Feldkamp se enfrentó a las posiciones de Daniel J. Goldhagen, el cual según Feldkamp, se basa en perjuicios y falsificaciones presentando a Pío XII como antisemita y amigo de los nazis.
En Alemania los estudios de Feldkamp sobre la historia en formación de la ley orgánica para la República Alemana y la historia del Parlamento Alemán encontraron gran interés.
Feldkamp, católico, fue en 2009 recompensado con el grado de Caballero de la Orden del Santo Sepulcro de Jerusalén.

## Obra en español
- La diplomacia pontificia. Desde papa Silvestre hasta Juan Pablo II (= Biblioteca de Autores Christianos) (= Iglesia y Sociedad: Para una Historia de Occidente, vol. 8), Madrid 2004. [ISBN 84-7914-697-4]( (enlace roto disponible en Internet Archive; véase el historial, la primera versión y la última).)

## Obra
- Studien und Texte zur Geschichte der Kölner Nuntiatur, 4 vol., Città del Vaticano 1993, 1995 und 2008 ISBN 88-85042-22-8 - ISBN 88-85042-21-X - ISBN 88-85042-27-9 - ISBN 978-88-85042-51-3
- Der Parlamentarische Rat 1948-1949, Göttingen 1998, ISBN 3-525-01366-3 reedición prefacio del Bundestagspräsident Norbert Lammert: Göttingen 2008: ISBN 978-3-525-36755-1
- Die Beziehungen der Bundesrepublik Deutschland zum Heiligen Stuhl 1949-1966. Aus den Vatikanakten des Auswärtigen Amts. Eine Dokumentation. Köln u.a. 2000, ISBN 3-412-03399-5
- Pius XII. und Deutschland, Göttingen 2000, ISBN 3-525-34026-5 (Rezension: )
- Der "Stellvertreter" von Rolf Hochhuth in der Innen- und Außenpolitik der Bundesrepublik Deutschland. Mit einem Anhang ausgewählter Aktenstücke aus den Vatikanakten des Auswärtigen Amtes, in: Geschichte im Bistum Aachen – Beiheft 2, 2001/2002: Von Pius XII. bis Johannes XXIII., Herausgegeben vom Geschichtsverein für das Bistum Aachen e.V., Neustadt a.d. Aisch 2001, S. 127-177.
- Goldhagens unwillige Kirche. Alte und neue Fälschungen über Kirche und Papst während der NS-Herrschaft, München 2003, ISBN 3-7892-8127-1
- Michael F. Feldkamp en colaboración con Birgit Ströbel: Datenhandbuch zur Geschichte des Deutschen Bundestages 1994 bis 2003, Baden-Baden 2005, ISBN 3-8329-1395-5 (Texto en la página internet del Parlamento Alemán: )
- Kurt Georg Kiesinger und seine Berliner Studentenkorporation Askania auf dem Weg ins „Dritte Reich“, in: Günter Buchstab/Philipp Gassert/Peter Thaddäus Lang (Hrsg.): Kurt Georg Kiesinger 1904-1988. Von Ebingen ins Bundeskanzleramt (Deutschland)|Kanzleramt, Hrsg. im Auftrag der Konrad-Adenauer-Stiftung e.V. (= Herder Taschenbuch), Freiburg im Breisgau, Basel, Wien 2005, S. 149-199, ISBN 3-451-23006-2
- Der Bundestagspräsident. Amt - Funktion - Person. 16. Wahlperiode, Hrsg. von Michael F. Feldkamp, München 2007 ISBN 978-3-7892-8201-0 (Rezension in "Das Parlament":  (enlace roto disponible en Internet Archive; véase el historial, la primera versión y la última).)
- Der Parlamentarische Rat und das Grundgesetz für die Bundesrepublik Deutschland 1948 bis 1949. Option für die Europäische Integration und die Deutsche Einheit, Hrsg. von der Konrad-Adenauer-Stiftung, Berlín 2008, ISBN 978-3-940955-09-8 (Texto en la Página internet de la fundación Konrad-Adenauer: )
- Mitläufer, Feiglinge, Antisemiten? Katholische Kirche und Nationalsozialismus, Augsburg 2009, ISBN 978-3-86744-065-3
- Der Deutsche Bundestag - 100 Fragen und Antworten, Baden-Baden 2009, ISBN 978-3-8329-3526-9